# World Boxing
World Boxing (WB) is een internationale sportbond die het amateurboksen (Olympische stijl) vertegenwoordigt. Het werd opgericht als reactie op de gespannen relatie van de International Boxing Association (IBA) met het Internationaal Olympisch Comité (IOC). WB streeft naar het behoud van boksen als Olympische sport.

## Geschiedenis
Een aantal nationale boksbonden vormden de Common Cause Alliance (CCA) met het doel om boksen tijdens de Spelen van 2024 in Parijs overeind te houden.
Deze alliantie riep de door Rusland geleide International Boxing Association op om haar financiële transacties met de Russische energiebedrijf Gazprom openbaar te maken, de schadelijke gevolgen van de invasie van Oekraïne in 2022 te erkennen en krachtiger actie te ondernemen tegen de Russische Boksfederatie.
In mei 2022 kreeg de leider van de CCA, de Nederlander Boris van der Vorst, niet de gelegenheid om het tijdens verkiezingen op te nemen tegen de zittende Russische IBA-voorzitter, Umar Kremlev. Tijdens een buitengewoon IBA-congres in september 2022 werd besloten geen nieuwe verkiezingen te houden waardoor Kremlev aanbleef als voorzitter.
De alliantie werd begin 2022 gevormd door 18 bonden. World Boxing werd in april 2023 gelanceerd en telde in november 2023 25 lidbonden.
Boris van der Vorst werd in november 2023 gekozen tot voorzitter voor een termijn van twee jaar. Tijdens de stemming in Frankfurt verwierf hij 63% van de stemmen en versloeg daarmee de Amerikaanse Elise Seignolle.

## Aangesloten bonden
Bij World Boxing zijn 84 nationale boksbonden aangesloten uit de volgende landen.
| Afrika                                                       | Amerika | Azië | Europa | Oceanië                                                                          |
| ------------------------------------------------------------ | --- | --- | --- | -------------------------------------------------------------------------------- |
| - Algerije - Gambia - Madagaskar - Malawi - Nigeria - Soedan | - Amerikaanse Maagdeneilanden - Argentinië - Barbados - Bermuda - Brazilië - Canada - Kaaimaneilanden - Dominica - Dominicaanse Republiek - Ecuador - Grenada - Guatemala - Honduras - Jamaica - Panama - Peru - Suriname - Verenigde Staten | - Bhutan - Cambodja - China - Chinees Taipei - India - Iran - Irak - Japan - Jordanië - Kazachstan - Kirgizië - Laos - Maleisië - Mongolië - Myanmar - Nepal - Oezbekistan - Pakistan - Palestina - Philipijnen - Singapore - Syrië - Thailand - Turkmenistan - Zuid-Korea | - Andorra - België - Denemarken - Engeland - Estland - Finland - Frankrijk - Duitsland - Griekenland - Hongarije - IJsland - Italië - Kosovo - Kroatië - Litouwen - Montenegro - Nederland - Noorwegen - Polen - Schotland - Slovakije - Tsjechië - Turkije - Wales - Zweden - Zwitserland | - Australië - Fiji - Frans-Polynesië - Kiribati - Nieuw-Zeeland - Samoa - Tuvalu |